# Lyriothemis elegantissima
Lyriothemis elegantissima is een libellensoort uit de familie van de korenbouten (Libellulidae), onderorde echte libellen (Anisoptera).
De wetenschappelijke naam Lyriothemis elegantissima is voor het eerst geldig gepubliceerd in 1883 door Selys.